# Koh Kong
Koh Kong (Khétt Kaôh Kŏng, Khết Kaôh Kŏng trước 1996) là một tỉnh của Campuchia. Tên của tỉnh có nghĩa là "Tỉnh đảo Kŏng". Tỉnh lị là Krŏng Kaôh Kŏng. Đảo Kong hay Koh Kong nằm cách tỉnh lỵ khoảng 20 km về phía tây nam.
Koh Kong là một tỉnh miền núi và duyên hải, phía tây và nam trông ra vịnh Thái Lan, phía bắc và đông là dãy núi   Phnom Kravanh. Phần lớn diện tích của tỉnh là rừng núi.
Koh Kong giáp với tỉnh khác của Campuchia gồm Preah Sihanouk và tỉnh Kampong Speu ở phía Đông, Pursat ở phía Bắc. Tỉnh còn có biên giới ngắn với tỉnh Trat của Thái Lan.
Tỉnh này có 7 huyện (srŏk):
- 0901 Botum Sakor
- 0902 Kiri Sakor
- 0903 Kaôh Kŏng
- 0904 Khemarak Phoumin
- 0905 Mondol Seima
- 0906 Srae Ambel
- 0907 Thma Bang

Vùng đất này còn được gọi là Khải Biên trong lịch sử Việt Nam thời kỳ nhà Nguyễn.